# Le Testament de l'oncle Tom
Le Testament de l'oncle Tom est la dixième histoire de la série Jerry Spring de Jijé. Elle est publiée pour la première fois du no 992 au no 995 du journal Spirou. Puis est publiée dans l'album Le Ranch de la malchance en 1959.

## Univers

### Synopsis
Jerry et Pancho, à la recherche d'un bon endroit pour passer la nuit, tombent sur le corps d'un Indien Navajo tué d'une balle dans le dos. Le seul indice laissé par l'assassin, mis à part quelques traces qui permettent aux deux hommes de reconstituer la scène, est un morceau d'enveloppe portant quelques lettres : "...fiefd, ...own, ...o". Jerry ne peut interrompre la mission importante dont il est chargé auprès de la tribu des Navajos, mais Pancho décide de suivre seul la trace du criminel.
La piste le mène d'abord à un ranch, où l'homme a vendu le bronco du Navajo et s'est informé de l'adresse d'un certain John Mansfield habitant la ville voisine de Yaqui-Town. S'étant rendu sur place, Pancho trouve la maison du dénommé Mansfield, mais c'est pour apprendre qu'il vient de partir précipitamment en voyage après avoir reçu la visite d'un cavalier porteur d'une lettre à son intention.
Pancho continue à suivre la piste et finit par rattraper les deux hommes au moment où ils viennent d'établir leur campement pour la nuit. Il intervient pour désarmer l'homme qu'il traque juste à l'instant où il s'apprête a tirer dans le dos de Mansfield sans méfiance. Lorsque Pancho lui a expliqué la situation, Mansfield lui apprend que l'homme qui a essayé de l'assassiner s'est présenté avec une lettre contenant un appel à l'aide de son oncle Tom, un archéologue qui procède à des fouilles sur le territoire des indiens Navajos. Après avoir pris des dispositions pour livrer l'assassin à la justice, Pancho, qui connait bien le peuple Navajo (voir l'album Yucca Ranch), se propose de guider Mansfield jusqu'à leur territoire pour se porter au secours de l'oncle Tom.
Parvenus en pays Navajo, Pancho et John Mansfiefd constatent que le pueblo est assiégé par des bandidos. Grâce à une ruse qui donne à croire que c'est toute une troupe qui arrive à la rescousse, ils parviennent à mettre en fuite les assaillants. Parmi les assiégés se trouve Jerry Spring, qui leur apprend que l'oncle Tom fait partie des victimes des bandits. Dans une ultime lettre adressée à son neveu John, il explique qu'il a été trahi par un de ses adjoints, Chato "el mestizo", mort lui aussi pendant l'assaut. Cet homme, persuadé que le vieux Tom recherchait en fait un trésor, voulait se l'approprier avec l'aide des bandidos.
La lettre se termine en forme de testament : l'oncle Tom demande à son neveu de consacrer une partie de ses biens pour améliorer le sort de ses amis navajos.

### Personnages
Jerry Spring : le principal héros de l'histoire, il porte l'insigne de marshal fédéral des États-Unis. Jeune homme aux allures de cow-boy, monté sur un magnifique cheval nommé Ruby, qui n'accepte aucun autre cavalier que lui. Courageux, loyal, fidèle en amitié, il est toujours prêt à redresser les torts, à rétablir la justice et à se porter à l'aide de qui en éprouve le besoin.
Pancho dit El Panchito : mexicain rondouillard, il est l'ami indéfectible de Jerry Spring, même si les initiatives aventureuses de ce dernier le laissent parfois perplexe. Il aime la sieste et la tequila, mais peut aussi à l'occasion s'avérer un redoutable combattant.
John Mansfield : jeune dandy qui n'a pas froid aux yeux, prêt à beaucoup risquer pour sauver son vieil oncle Tom.

### Anecdotes
- A noter que deux personnages essentiels au dénouement de l'histoire, le vieil oncle Tom et le traitre Chato le métis, n'apparaissent jamais dans l'album : ils sont morts dans l'assaut du pueblo navajo.